# Lustração

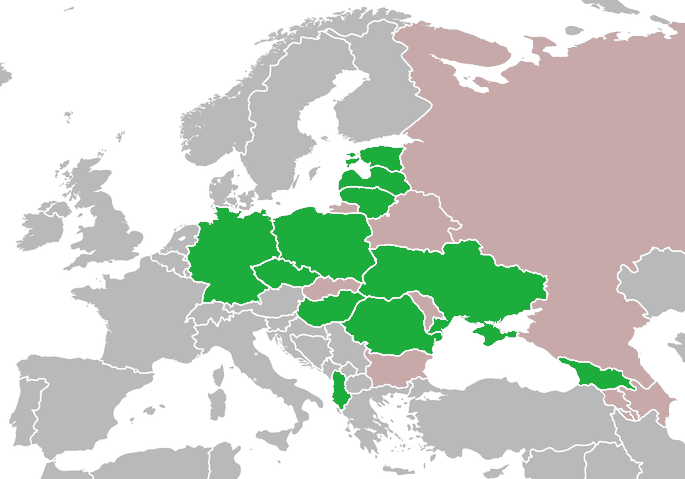
Mapa dos países que passaram pela Lustração na Europa

Em política, Lustração é o expurgo dos cargos de governo e de pessoas que colaboraram com os regimes comunistas na Europa Central e Oriental, entre o fim da Segunda Guerra Mundial e as Revoluções de 1989. Várias formas de lustração foram empregadas na Europa pós-comunista, como nas ex-repúblicas soviéticas como a Ucrânia e a Geórgia, além dos países bálticos, e outras nações que também correspondiam a União Soviética como a Romênia, Checoslovaquia, Hungria, Albânia, Polônia e Alemanha Oriental.

## Etimologia

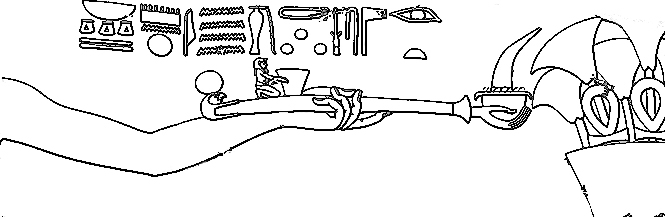
Desenho em relevo no templo de Carnaque, no Egito, mostrando um faraó lustrando (purificando) com incenso

Lustração, em geral, é o processo de tornar algo claro ou puro, geralmente por meios expiatórios. O termo é tirado dos rituais de purificação da Roma Antiga (Lustratio).

## Políticas e legislação
Após a queda de vários governos comunistas europeus nos anos de 1989 a 1991, o termo passou a referir-se a políticas aprovadas de "desqualificação em massa daqueles que se associaram aos abusos cometidos sob o regime anterior". Foram usados processos para excluir a participação de ex-comunistas e, especialmente, dos informantes da polícia secreta comunista, das novas posições de governo, ou até mesmo de posições no serviço público civil. Esta exclusão faz parte de uma ampla campanha de descomunização. Em alguns países, no entanto, as leis de lustração não levaram à exclusão e desqualificação. A Lei de Lustração na Hungria (1994 e 2003) teve como base a exposição do comprometimento de funcionários do estado, enquanto a lustração no direito polonês (1999-2005) dependia da confissão.
A lei de Lustração "é uma legislação especial sobre funcionalismo público que regula o processo de examinar se uma pessoa detentora de certos cargos públicos trabalhou ou colaborou com o aparelho repressivo do regime comunista". O "especial" na natureza da lei de lustração refere-se ao seu caráter transitório. Assim como em 1996, várias leis de lustração de escopos variados foram implementadas na República Tcheca, Eslováquia, Hungria, Macedônia, Albânia, Bulgária, Estados Bálticos (Lituânia, Letônia e Estónia), Alemanha, Polônia e Romênia. Até 1996, leis de lustração não haviam sido aprovadas na Bielorrússia, nem ex-repúblicas da Iugoslávia ou ex-repúblicas soviéticas da Ásia Central (Cazaquistão, Quirguistão, Tajiquistão e Uzbequistão) (Ellis, 1996).

### Resultados
Leis de Lustração são geralmente aprovadas antes das eleições, e tornam-se mais rigorosas quando governos de direita estão no poder, e mais flexíveis, no caso de partidos sociais-democratas. Afirma-se que processos de lustração baseados na demissão ou na confissão podem ser capazes de aumentar a confiança no governo, enquanto aqueles com base na confissão promovem a reconciliação social. Ademais, a lustração pode servir como uma forma de punição feita por políticos anticomunistas, que eram dissidentes sob um governo comunistas.[carece de fontes?]

## Exemplos

### Na Tchecoslováquia e na República Tcheca
Ao contrário de muitos estados vizinhos, o à época governo da República Federal Tcheca e Eslovaca não levou os casos de lustração a julgamentos, mas, em vez disso, tomou uma abordagem não-judicial para garantir que as alterações fossem implementadas.
De acordo com uma lei aprovada em 4 de outubro de 1991, todos os funcionários que integraram a StB, a polícia secreta da era comunista, estavam proibidos de ocupar cargos públicos, incluindo os níveis superiores da administração pública, poder judiciário, procuradoria, Serviço de Informações e Segurança (BIS), posições do exército, de gestão de empresas estatais, o banco central, nas ferrovias, de altos cargos acadêmicos e em mídia pública eletrônica. Esta lei se manteve em vigor na República Tcheca após a dissolução da Tchecoslováquia, e expirou em 2000.
As leis de Lustração na Tchecoslováquia e na República Tcheca não estavam destinadas a fazer justiça com o passado, mas para garantir que eventos como o golpe Comunista de fevereiro de 1948 não se repetissem.

### Na Alemanha
A Alemanha não passou por um processo de lustração claro, mas criou uma agência federal, conhecida como a Agência de Registros da Stasi, dedicado a preservar e proteger os arquivos e investigar o passado de ações da antiga polícia secreta da Alemanha Oriental, a Stasi. A agência está subordinada ao Representante do Governo Federal para a Cultura, Bernd Neumann, CDU). Em 2012, ela possuía 1,708 funcionários.

### Na Polônia
O primeiro projeto de lei de lustração foi aprovado pelo parlamento polonês em 1992, mas foi declarado inconstitucional pelo Tribunal Constitucional da República da Polônia. Vários outros projetos, em seguida, foram apresentados e analisados por uma comissão especial, resultando em uma nova lei de lustração, aprovada em 1996. De 1997 a 2007, a lustração estava sob a competência do porta-voz do gabinete do Interesse Público (em polonês/polaco:  Rzecznik Interesu Publicznego), que analisava as declarações de lustração e podia reabrir os processos. De acordo com uma nova lei que entrou em vigor em 15 de Março de 2007, a lustração, na Polônia é agora da alçada do Instituto da Memória Nacional (em polonês/polaco:  Instytut Pamięci Narodowej; IPN).

### Na Ucrânia
Na Ucrânia, o termo lustração refere-se à exclusão do cargo público dos funcionários que trabalharam sob o governo do presidente ucraniano Viktor Yanukovich por mais de um ano "e não se demitiram por sua própria iniciativa" entre 25 de fevereiro de 2010 e 22 de fevereiro de 2014 e os funcionários públicos que estavam ativos no Partido Comunista da União Soviética. Eles podem ser cassados por cinco a dez anos.

## Conceitos semelhantes
Lustração tem sido comparado a desnazificação na Europa pós-II Guerra Mundial, e a desbaathificação no pós-Saddam Hussein no Iraque.

## Leitura complementar
- Williams, "A Scorecard for Czech Lustration",  Central Europe Review
- Jiřina Šiklová, "Lustration or the Czech Way of Screening", East European Constitutional Review, Vol.5, No.1, Winter 1996, Univ. of Chicago Law School and Central European University
- Rohozinska, "Struggling with the Past - Poland's controversial Lustration trials", Central European Review
- Human Rights Watch[14]
- Roman David, Lustration and Transitional Justice: Personnel Systems in the Czech Republic, Hungary, and Poland. Philadelphia: University of Pennsylvania Press, 2011.
- 1904 (Merriam) Webster's International Dictionary of the English Language says: "a sacrifice, or ceremony, by which cities, fields, armies, or people, defiled by crimes, pestilence, or other cause of uncleanness, were purified"